# Giovanni Mane Giornovichi
Giovanni Mane Giornovichi (in croato Ivan Mane Jarnović, noto anche con le varianti: Giarnovichi, Jarnovicki, Jarnowick e Jarnowitsch; Palermo o Ragusa, 26 ottobre 1747 – San Pietroburgo, 23 novembre 1804) è stato un violinista e compositore italiano, attivo in vari stati europei.

## Biografia
Il suo luogo e la sua data di nascita sono stati per diversi anni molto discussi: Bertini affermò che nacque a Palermo nel 1745, A. Adalbert Gyrowetz nella sua autobiografia, pubblicata a Vienna nel 1848, indicò come suo luogo di nascita Ragusa. È tuttavia sicuro che egli discendeva da una famiglia croata originaria probabilmente della Repubblica di Ragusa (suo padre fu probabilmente un certo Giovan-Maria Gernovick, attivo durante il carnevale del 1751 a Pistoia come direttore di una compagnia di giro). Tradizionalmente viene considerato un allievo di Antonio Lolli, con il quale studiò tra il 1760 e il 1770 a Stoccarda, ma ciò non è generalmente accertato, fatto sta che la sua carriera musicale ebbe sicuramente inizio con il suo arrivo a Parigi nel 1770. Il 25 marzo 1773 avvenne il suo debuttò di musicista ai Concert Spirituel conseguendo un gran successo, tant'è che divenne in poco tempo il violinista più favorito nella capitale francese; seguì poco dopo, nello stesso anno la pubblicazione dei suoi primi concerti per violino. Negli anni successivi fu coinvolto in vari scandali e in storie di comportamenti rissosi. Tenne esecuzioni pubbliche sino al 1777, quando divenne direttore d'orchestra del principe Rohan-Guéménee, posizione che conservò fino al 1779, quando improvvisamente lasciò Parigi in circostanze discutibili.
Dopo una breve apparizione a Francoforte sul Meno, fu a Berlino dove fu nominato direttore d'orchestra del principe erede al trono di Prussia, carica che neanche tre anni dopo dovette lasciare a causa di una disputa avuta con il primo violoncellista Jean-Pierre Duport. Nel settembre 1782 lo troviamo a Varsavia e agli inizi dell'anno successivo a San Pietroburgo, al servizio di Caterina la Grande. Dopo quattro anni, nel 1786, lasciò però la Russia per la volta di Vienna, dove fu ammirato da personalità musicali di spicco, come Carl Ditters von Dittersdorf, Leopold Mozart e Adalbert Gyrowetz. Nell'aprile del 1789 fu a Mosca, ma due anni dopo lasciò nuovamente l'Impero russo per recarsi a Londra, dove si esibì come violinista; fu dunque a Edimburgo, poi in Irlanda e infine a Bath. Nel 1793 Giovanni Battista Viotti tentò di ingaggiarlo come violinista nella sua orchestra di Hanover Square, ma Giornovichi continuò a suonare per nelle orchestre concorrenti. Anche in Inghilterra emerse la sua personalità assai discutibile, il quale gli creò non poche difficoltà, soprattutto per quanto riguarda il comportamento arrogante che tenne nei confronti dei reali inglesi. Lasciò la capitale inglese verso la fine del 1796 e stabilì per sei anni ad Amburgo, dove fu attivo più come un giocatore di biliardo che come violinista. La sua vena musicale ormai era in declino, tuttavia nel marzo del 1802 tenne con successo un concerto a Berlino. Nell'autunno dello stesso anno tornò definitivamente a San Pietroburgo, dove riprese la carica di direttore dell'orchestra di corte, tenendo tale posizione fino alla morte. Morì nel 1804 a causa di un ictus subito durante una partita a biliardo.

## Considerazioni sull'artista
Giornovichi fu, prima dell'arrivo di Giovanni Battista Viotti, il più importante violinista attivo a Parigi degli anni settanta del Settecento. Dittersdorf descriveva così le sue esecuzioni:
(Carl Ditters von Dittersdorf)
Giornovichi era particolarmente lodato nella sua epoca per il suo piacevole modo di suonare e la potenza del suono che emetteva con il suo strumento. Fu attivo anche come insegnante di violino, ma per questo non suscitò l'ammirazione dei contemporanei.
Le composizioni più importanti di Giornovichi sono i suoi concerti per violino. Essi sono semplici e chiari nella struttura e nell'armonia e attraenti ma limitati nell'espressione; questi suoi lavori personificano l'ultima fase dello stile galante.

## Composizioni

### Concerti per violino
- n. 1, in la maggiore, 1773
- n. 2, in re maggiore, 1775
- n. 3, in sol maggiore, 1775
- n. 4, in la maggiore, 1777
- n. 5, in mi maggiore, 1777
- n. 6, in fa maggiore, 1779
- n. 7, in sol maggiore, 1782 ca.
- n. 8, in si maggiore, 1782
- n. 9, in sol maggiore, 1782
- n. 10, in fa maggiore, 1787
- n. 11, in si maggiore, 1787
- n. 12, in re maggiore, 1787
- n. 13, in la maggiore, 1789
- n. 14, in la maggiore, 1789
- n. 15, in mi maggiore, 1789
- n. 16, in sol maggiore, 1795 ca.
- 2 concerti per violino in la magg. e in si magg., 1795 ca.
- 2 concerti favoriti in fa magg. e in sol magg., 1795 ca.
- Concerto in fa maggiore, 1796
- Altri 3 concerti per violino

### Musica da camera
- Duetto per violino e violoncello o due violini (1786 ca., Parigi)
- 6 duetti dialoganti per 2 violini (Parigi)
- 6 duetti concertanti per 2 violini (1793 ca., Parigi)
- Duetto per 2 violini (1796 ca., Londra)
- 3 quartetti concertanti per 2 violini, viola e violoncello (1800 ca., Amburgo)
- Sonata in re maggiore per violino e basso (1803 ca., Parigi)
- Solo in la maggiore per violino accompagnato dal violoncello (Londra)
- 6 sonate per 2 violini e violoncello
- Trio concertato per 2 violini e violoncello

### Altro
- 6 airs variés per violino e violoncello (1782 ca., Berlino)
- Mr Jarnovichi's Reel per fortepiano (1796 ca., Edimburgo)
- Jolis airs variés per violino e fortepiano (Parigi)
- Fantasia in rondò per clavicembalo/fortepiano (Napoli)
- Linen Hall Slow March, Linen Hall Quick March, Linen Hall Quick Step
- Cogan per fortepiano (Dublino)